# آموزش زبان ژاپنی در قزاقستان
آموزش زبان ژاپنی در قزاقستان از سال ۱۹۹۲ میلادی آغاز شد. بنیاد علمی ژاپن در سال ۲۰۰۶ میلادی با توجه به بررسی‌های انجام شده نشان داد تعداد ۵۱ معلم آموزش زبان ژاپنی به ۱۵۶۹ دانش آموز در قزاقستان زبان ژاپنی آموختند. تعداد دانش آموزان در مقایسه با نظرسنجی سال ۲۰۰۳ میلادی ۳۸٪ میزان آموزش در قزاقستان افزایش یافته و تعداد آنها در مقایسه با نظرسنجی ۱۹۹۸ میلادی بیش از سه برابر افزایش یافته‌است.

## تاریخچه
آموزش زبان ژاپنی در قزاقستان به‌طور رسمی در سال ۱۹۹۲ میلادی آغاز شد. در ابتدا آموزش زبان ژاپنی در دانشگاه‌های کشور قزاقستان آغاز شد از جمله دانشگاه فنی ملی قزاقستان، دانشگاه روابط بین‌الملل قزاقستان، دانشگاه ملی آموزش قزاقستان، دانشگاه مدیریت آلماتی و دو دانشگاه دیگر در قزاقستان آموزش را شروع کردند. چندین سال بعد دوره‌های ابتدایی و متوسطه نیز آموزش‌های زبان ژاپنی آغاز شد. دو مدرسه در سال ۱۹۹۶ میلادی کلاس درس‌های ژاپنی را شروع کرد و بعد از آن سه مدرسه دیگر در سال ۱۹۹۸ میلادی و چهار مدرسه دیگر بعد از سال ۲۰۰۰ میلادی آموزش ژاپنی آغاز شد.
دانشجویان ارشد ژاپنی، ۲۰۰۷ میلادی:
| موسسه، نهاد                         | عمده | جزئی | دیگر | جمع |
| ----------------------------------- | ---- | ---- | ---- | --- |
| دانشگاه فارابی                      | ۷۲   | ۴۶   | ۱۰   | ۱۲۸ |
| دانشگاه روابط بین‌الملل قزاقستان     | ۳۵   | ۱۳۳  | ۸۵   | ۲۵۳ |
| آکادمی کار و روابط اجتماعی قزاقستان | ۱۳   | ۱۰   | ۰    | ۲۳  |
| دانشگاه ملی تعلیم و تربیت قزاقستان  | ۰    | ۱۴۹  | ۱۹   | ۱۶۸ |
| دانشگاه ملی اوراسیا                 | ۰    | ۰    | ۱۶۳  | ۱۶۳ |
| دانشگاه اقتصاد قزاقستان             | ۰    | ۰    | ۲۰   | ۲۰  |
| KIMEP                               | ۰    | ۰    | ۲۵   | ۲۵  |
| جمع                                 | ۱۲۰  | ۳۳۸  | ۳۲۲  | ۷۸۰ |

تعداد افرادی که آزمون به زبان ژاپنی در قزاقستان شرکت کردند:
| سال  | شهر    | سطح زبان | سطح زبان | سطح زبان | سطح زبان | سطح زبان |
| سال  | شهر    | سطح ۱    | سطح ۲    | سطح ۳    | سطح ۴    | مجموع    |
| ---- | ------ | -------- | -------- | -------- | -------- | -------- |
| ۲۰۰۶ | آلماتی | ۵۰       | ۹۸       | ۱۳۵      | ۹۱       | ۳۷۴      |
| ۲۰۰۵ | آلماتی | ۲۸       | ۴۳       | ۶۸       | ۲۵       | ۱۶۴      |
| ۲۰۰۴ | آلماتی | ۳۴       | ۶۳       | ۶۱       | ۲۸       | ۱۸۶      |
| ۲۰۰۳ | آلماتی | ۴۱       | ۸۷       | ۴۲       | ۲۴       | ۱۹۴      |